# Henning Hauger
Henning Hauger (ur. 17 lipca 1985 w Bærum) – norweski piłkarz występujący na pozycji pomocnika. Zawodnik Strømsgodset IF.

## Kariera klubowa
Henning Hauger zawodową karierę rozpoczynał w 2003 w zespole Stabæk Fotball. W jego barwach 21 kwietnia w wygranym 4:1 pojedynku z Odds BK po raz pierwszy wystąpił w rozgrywkach pierwszej lidze norweskiej. Przez cały sezon Hauger rozegrał dwa spotkania i razem ze swoją drużyną zajął trzecie miejsce w Tippeligaen. W sezonie 2004 Stabæk zakończył ligowe rozgrywki na trzynastej pozycji i spadł do drugiej ligi, dotarł także do półfinału Pucharu Norwegii. Hauger w 2005 razem ze swoim klubem zwyciężył rozgrywki Adeccoligaen i powrócił do pierwszej ligi.
W Tippeligaen Stabæk Fotball uplasował się na piątej lokacie. Hauger wystąpił w 19 ligowych spotkaniach i strzelił jednego gola (w wygranym 8:0 spotkaniu z Molde). W sezonie 2007 norweska drużyna wywalczyła wicemistrzostwo kraju tracąc sześć punktów do Brann. W sezonie 2008 Stabæk zdobył natomiast swoje pierwsze w historii mistrzostwo Norwegii, a Hauger rozegrał w Tippeligaen 18 meczów. Stabæk dotarł także do finału krajowego pucharu, za to z Pucharu UEFA został wyeliminowany w rundzie eliminacyjnej przez Stade Rennais.
W połowie 2011 roku Hauger podpisał kontrakt z niemieckim Hannoverem 96. W Bundeslidze zadebiutował 6 sierpnia 2011 roku w wygranym 2:1 pojedynku z TSG 1899 Hoffenheim.
W 2012 roku Hauger był wypożyczony do Lillestrøm SK. W latach 2013–2016 grał w szwedzkim IF Elfsborg. W 2017 przeszedł do Strømsgodset IF.

## Kariera reprezentacyjna
W reprezentacji Norwegii Hauger zadebiutował 25 stycznia 2006 podczas przegranego 1:2 towarzyskiego meczu z Meksykiem. Wystąpił również w rozegranym cztery dni później spotkaniu przeciwko Stanom Zjednoczonym, który zakończył się przegraną Norwegów 0:5. Kolejny występ w drużynie narodowej Hauger zanotował 15 października 2008, kiedy to wystąpił w przegranym 0:1 pojedynku z Holandią w ramach eliminacji do Mistrzostw Świata 2010. W 2009 rozegrał dla swojej reprezentacji 5 spotkań.